# Паганалии
Паганалии (лат. Paganalia) — древнеримский плебейский праздник в честь богов — охранителей пагов (территориальных округов). Был учреждён Сервием Тулием (правил в 578—535 г. до н. э.), который — с целью подсчёта населения — постановил, чтобы в этот праздник каждое лицо, женщины и дети включительно, уплачивало определённую монету. Относился к так называемым переносным праздникам (feriae conceptivae, quae indicunlur) и приходились на время окончания посева, то есть на конец января.
Овидий, перечисляя в 1-й книге «Fasti» январские праздники, помещает паганалии после 24 января: (Fasti I, 657, сл.). Это был сельский праздник, справлявшийся населением пагов и назначавшийся на базарные дни (нундины, nundinae), причём торжества обыкновенно растягивались на 2 базарных дня (с промежутком в 7 дней). В это время население совершало в особенных часовнях под названием sacella, бывших центрами отдельных пагов, жертвоприношения в честь богини Земли Теллус или Цереры, приносило божествам медовые лепёшки, украшало дома фигурками богов и устраивало игры и театральные представления. Жертвенным животным служила супоросая свинья (с приплодом). Праздником руководили magister pagi и его жена — magistra.